# Санта Венерина
Санта Венерина (итал. Santa Venerina) је насеље у Италији у округу Катанија, региону Сицилија.
Према процени из 2011. у насељу је живело 5000 становника. Насеље се налази на надморској висини од 349 м.

## Становништво
Према резултатима пописа становништва 2011. у општини је живело 8.351 становника.
| 1931. | 1936. | 1951. | 1961. | 1971. | 1981. | 1991. | 2001. | 2011. |
| ----- | ----- | ----- | ----- | ----- | ----- | ----- | ----- | ----- |
| 5.828 | 6.145 | 5.880 | 6.316 | 6.489 | 6.604 | 6.972 | 7.901 | 8.351 |